# Aberdepot
Ein Aberdepot ist ein Wertpapierdepot, bei dem das Eigentum der verwahrten Wertpapiere an das verwahrende Institut übergeht. Der Kunde kann in der Regel lediglich die Rückgabe bestimmter Wertpapiere verlangen. Insbesondere beim Konkurs der Depotbank besteht nur ein Anspruch aus der Konkursmasse. Ein solches Depot ist nach Depotgesetz in Deutschland für Kreditinstitute nicht vorgesehen.